# Kirche Kreba

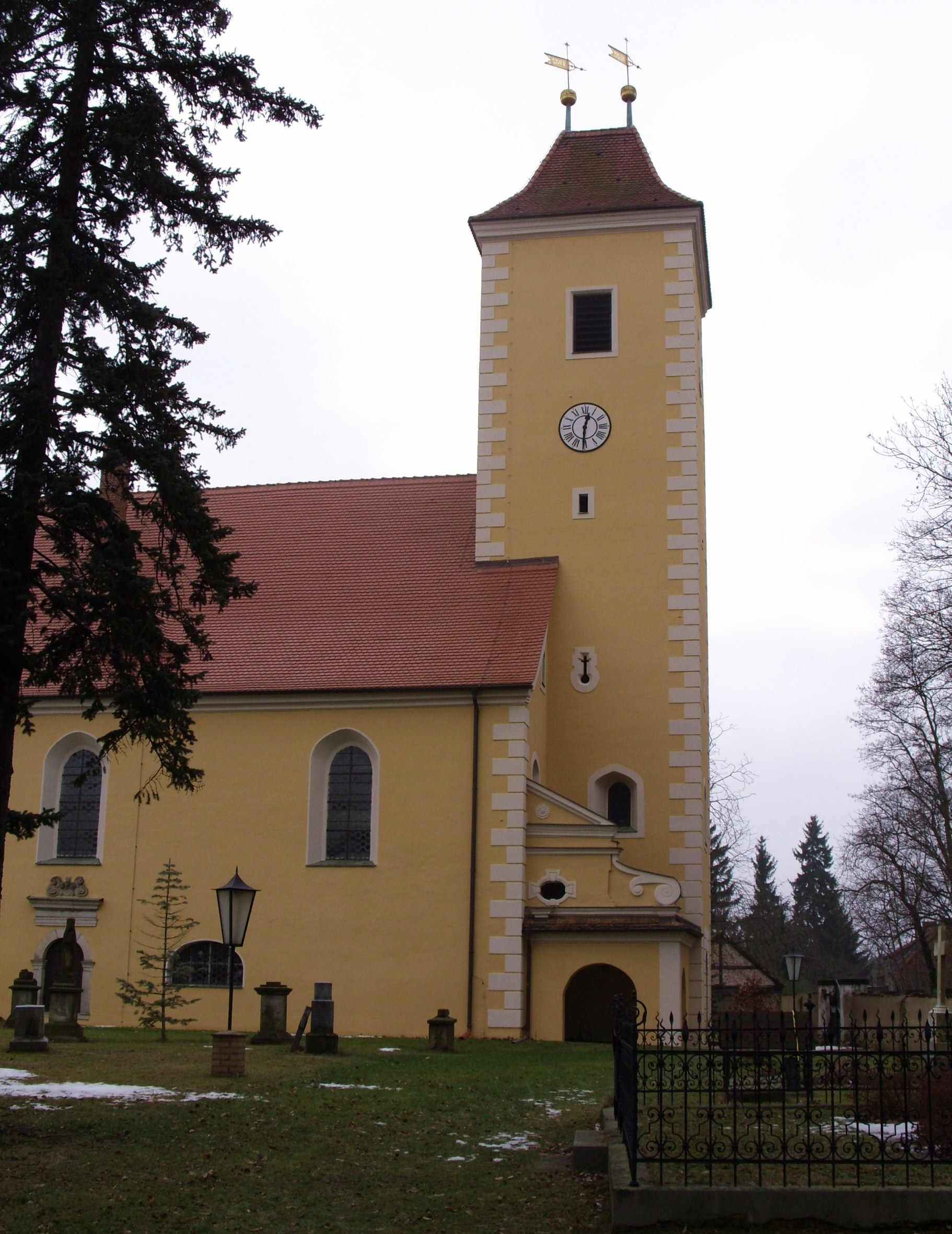
Kirche Kreba (2009)

Die Kirche Kreba, obersorbisch Chrjebjanska cyrkej, ist das Kirchengebäude im Ortsteil Kreba der Gemeinde Kreba-Neudorf im Landkreis Görlitz in der sächsischen Oberlausitz. Es gehört der Kirchengemeinde Kreba im Kirchenkreis Schlesische Oberlausitz, der Teil der Evangelischen Kirche Berlin-Brandenburg-schlesische Oberlausitz ist. Die Kirche steht aufgrund ihrer bau- und ortsgeschichtlichen Bedeutung unter Denkmalschutz.

## Baubeschreibung

### Geschichte
Bereits vor der Reformation existierte in Kreba eine Lehmfachwerkkirche, die im Jahr 1625 durch den Krebaer Lehnsherren durch einen Neubau ersetzt wurde. Dieser wurde 1681 durch einen Brand zerstört. Die heutige Kirche wurde zwischen 1683 und 1685 unter Johannes Rudolph von Bischofswerder neu gebaut. Seit 1852 hat die Kirche das heutige Glockengeläut. Zum 200-jährigen Kirchenjubiläum im Jahr 1885 wurde die Krebaer Kirche umfassend saniert. Während des Zweiten Weltkrieges mussten die beiden größeren Kirchenglocken abgegeben werden. Sie sollten zugunsten der Waffenproduktion eingeschmolzen werden, wozu es jedoch nicht kam.
Bei Kampfhandlungen in Kreba gegen Kriegsende wurde die Kirche beschädigt. Nach der Instandsetzung des beschädigten Dachs fand am 30. September 1945 wieder ein Erntedankgottesdienst in Kreba statt. Im Dezember 1948 forderten die Bürger der Gemeinde Kreba die nach Kriegsende erhaltene Kirchenglocke zurück, die im folgenden Jahr wieder im Turm verbaut wurden. Zu DDR-Zeiten wurden weitere Renovierungsarbeiten an der Kirche durchgeführt. 1958 wurden die Fenster erneuert, drei Jahre später wurde der Turm mit einer elektrischen Glockenläuteanlage ausgestattet. Ab 1974 wurde der Innenraum des Kirchenschiffs umfassend saniert. Im Vorfeld des 300-jährigen Kirchenjubiläums wurden zwischen 1982 und 1985 die Außenwände neu verputzt. Kurz nach der Wende erhielt die Kirche noch eine elektrische Heizungsanlage.

### Architektur

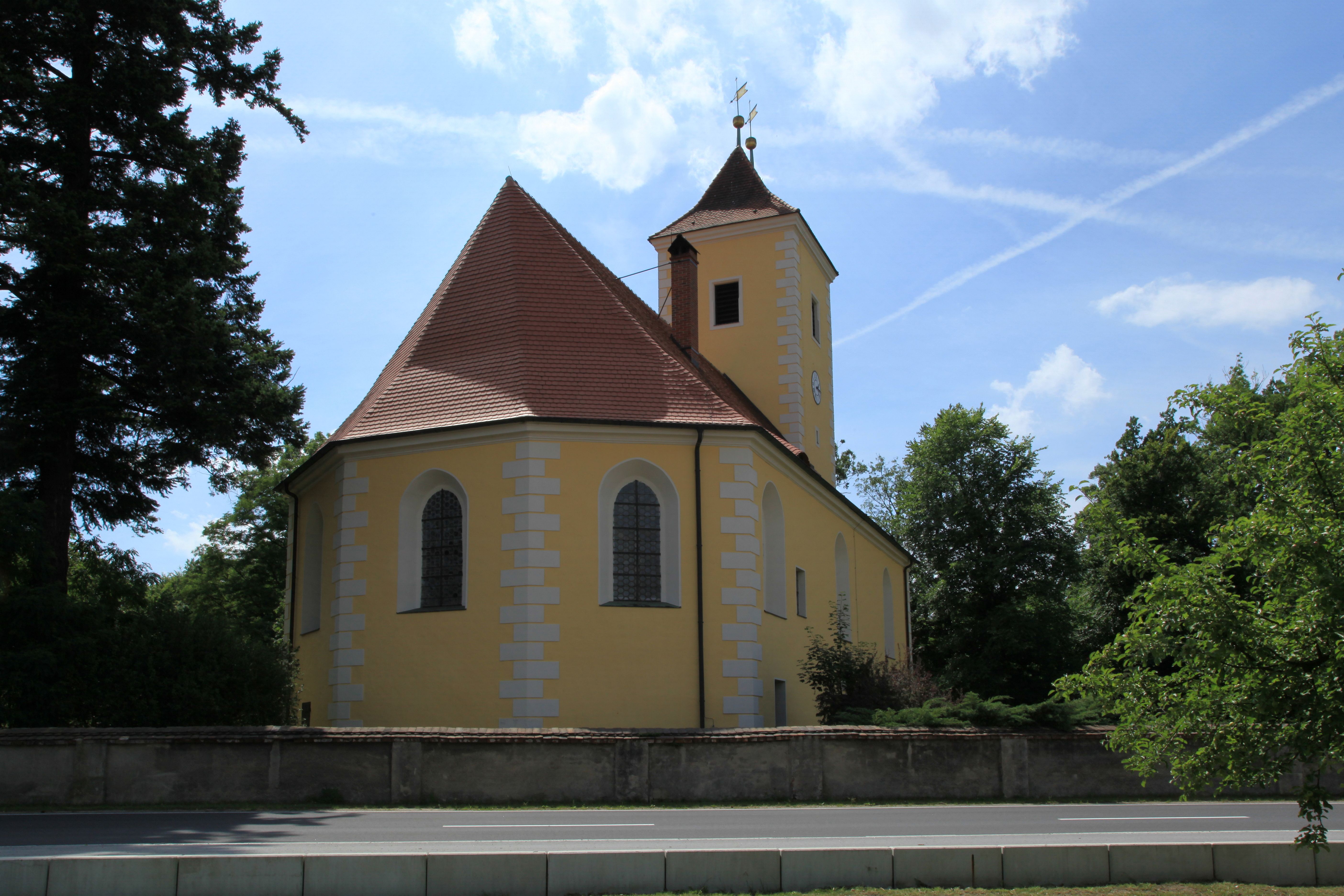
Ostschluss (2012)

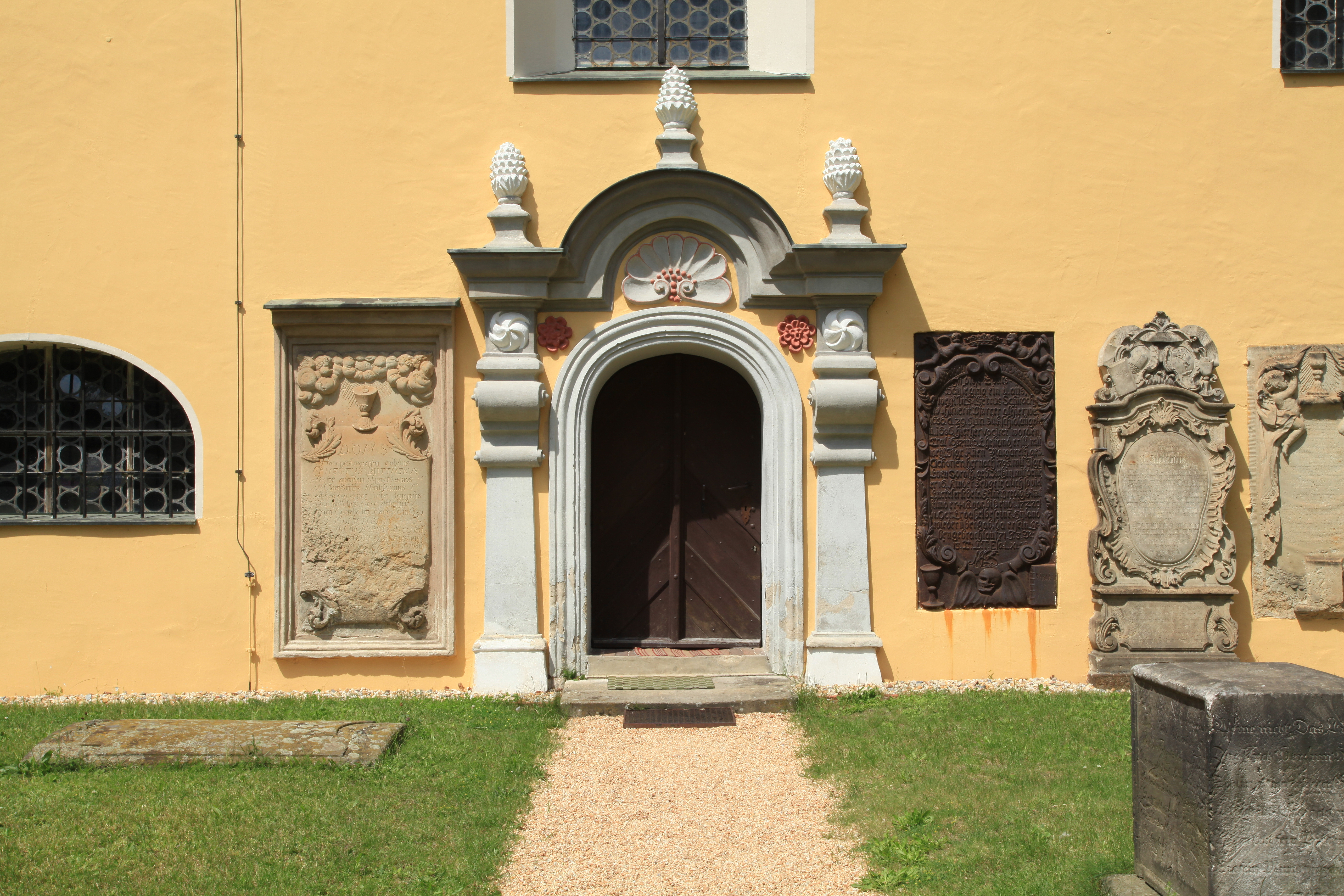
Nördliches Eingangsportal (2012)

Die Krebaer Kirche ist eine im Barockstil errichtete Saalkirche aus Bruchsteinmauerwerk, die später verputzt wurde. Die Kirche hat einen Dreiachtelschluss und einen eingezogenen quadratischen Westturm. Der Turm wird durch ein Walmdach abgeschlossen, auf dessen First zwei Turmkugeln mit Wetterfahnen thronen. Das Kirchenschiff hat ein über dem Ostschluss abgewalmtes Satteldach. Die Schiffsfenster sind rundbogig. An den Ecken des Saals sowie des Turms befinden sich angeputzte Eckquaderungen. Das Hauptportal an der Südseite ist von Pilastern mit Volutenkonsolen umgeben, die einen mit Pinienzapfen verzierten Bogen tragen. An der Nordseite liegt ein weiteres Portal. Über diesem befindet sich ein Gebälk mit einer Inschrift und dem Wappen des Erbauers von Bischofswerder. An der nordwestlichen Ecke ist eine als „Trebussche Gruft“ bezeichnete Gruft mit einem halben Volutengiebel angebaut.
Der zweijochige Altarraum ist kreuzgratgewölbt und durch einen im 18. Jahrhundert angelegten Rundbogen vom Rest des Saals getrennt. An der Nord- und Südseite befinden sich zweigeschossige Emporen, die westliche Orgelempore ist eingeschossig. Die Brüstungsfelder der Emporen sind mit Gemälden und sorbischsprachigen Bibelversen versehen. An der Außenwand und auf dem umgebenden Kirchhof sind mehrere zum Denkmalensemble gehörende Grabdenkmäler aus dem 17., 18. und 19. Jahrhundert aufgestellt.

## Ausstattung
Der Altar wurde im Jahr 1685 von Anna Sophie von Rückhard gestiftet, ebenso wie die aus dem Jahr 1711 stammende Kanzel. Altar und Kanzel bestehen aus Sandstein, in den Brüstungsfeldern der Kanzel befinden sich Reliefs von Jesus Christus und den Evangelisten. Der Schalldeckel ist mit Blattwerk verziert. Des Weiteren gehört ein weiß und grau gefasstes Sandsteintaufbecken mit achteckigem Kelch aus dem frühen 19. Jahrhundert zur Ausstattung. In die nördliche Loge ist ein klassizistischer Ofen mit weiß glasierten Keramikplatten eingebaut.
Die Orgel in der Kirche Kreba wurde im Jahr 1902 von dem Orgelbauer Julius Röhle aus Leschwitz gebaut.

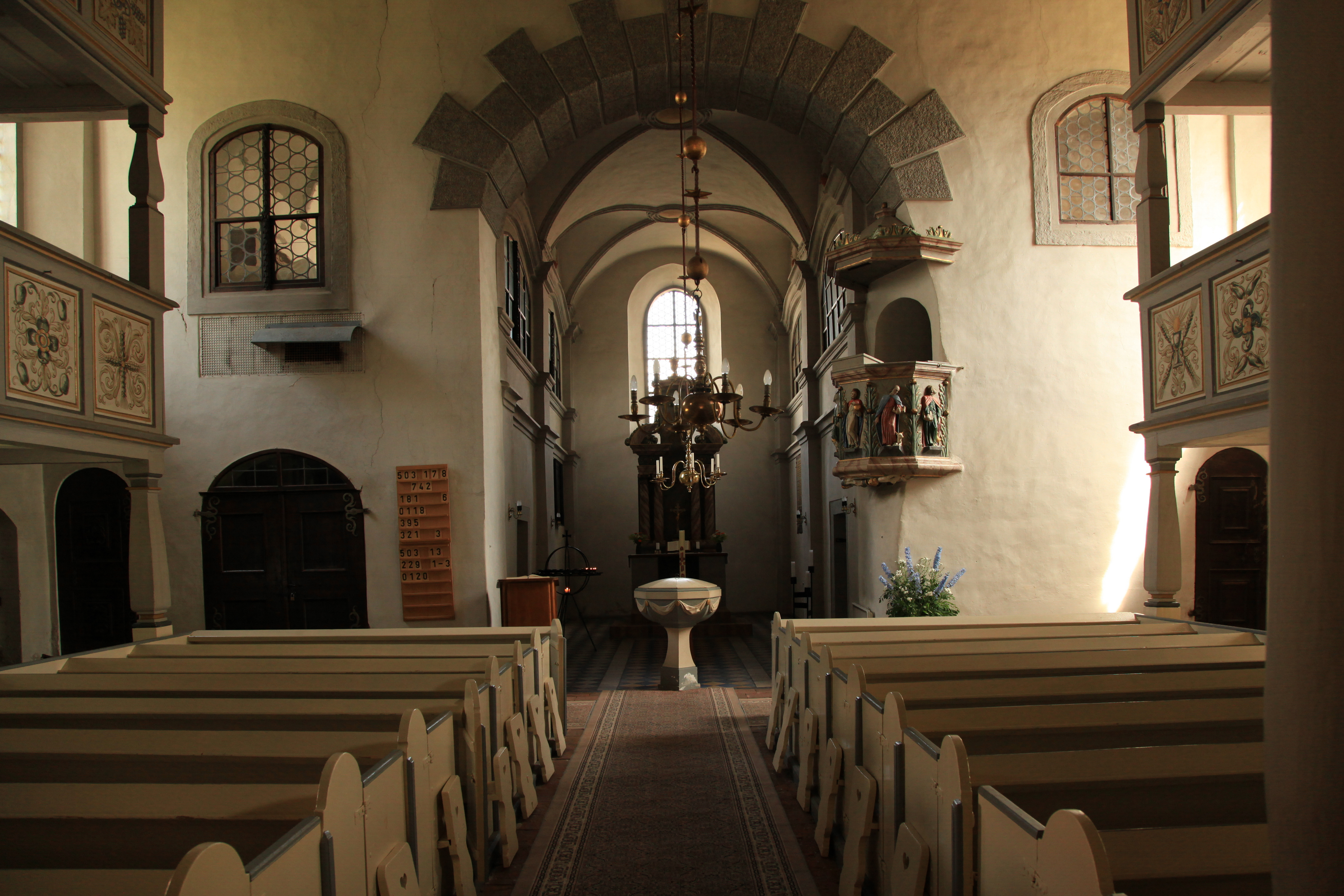
Blick zum Altarraum mit Kanzel, Taufbecken und Kronleuchter
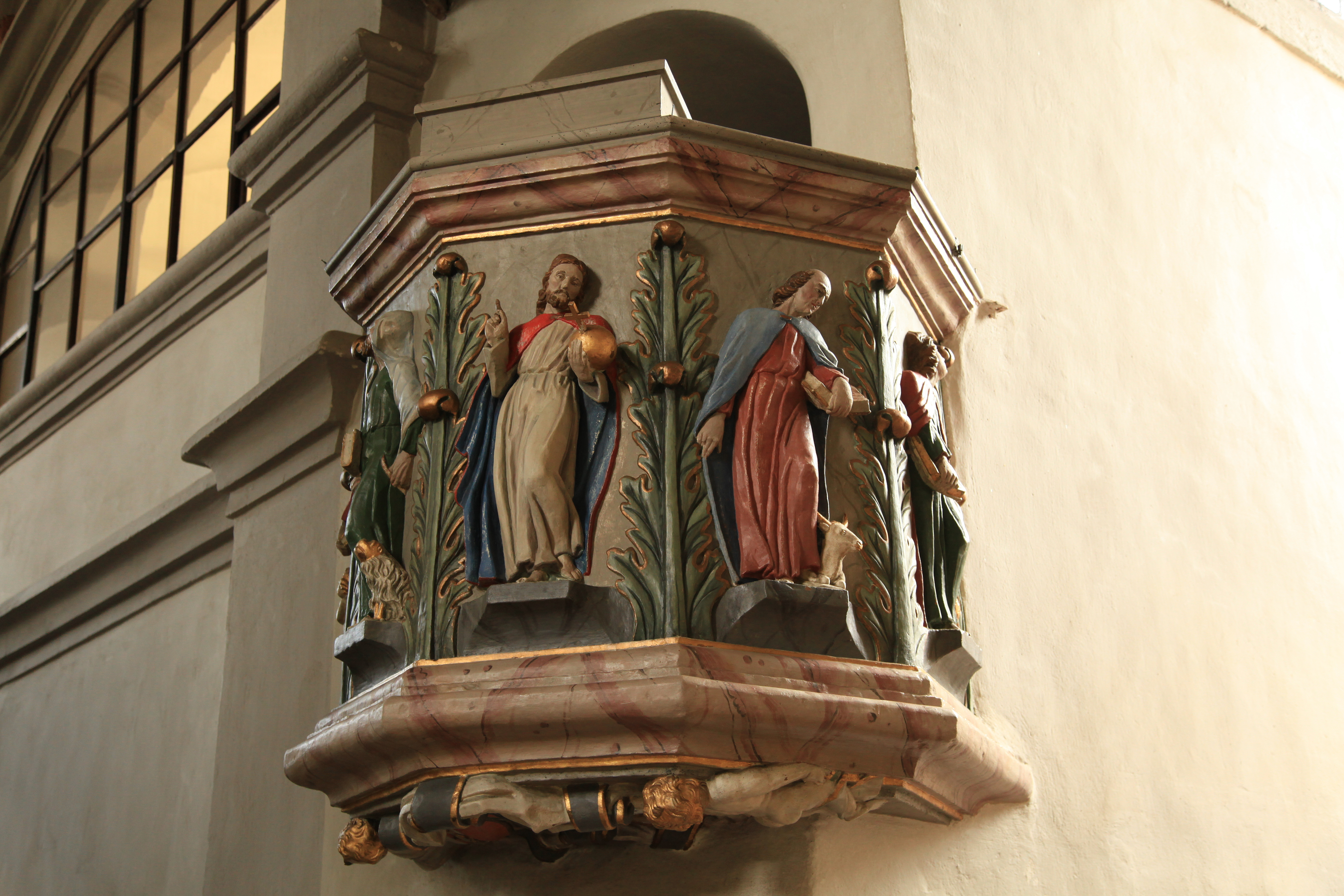
Die Kanzel
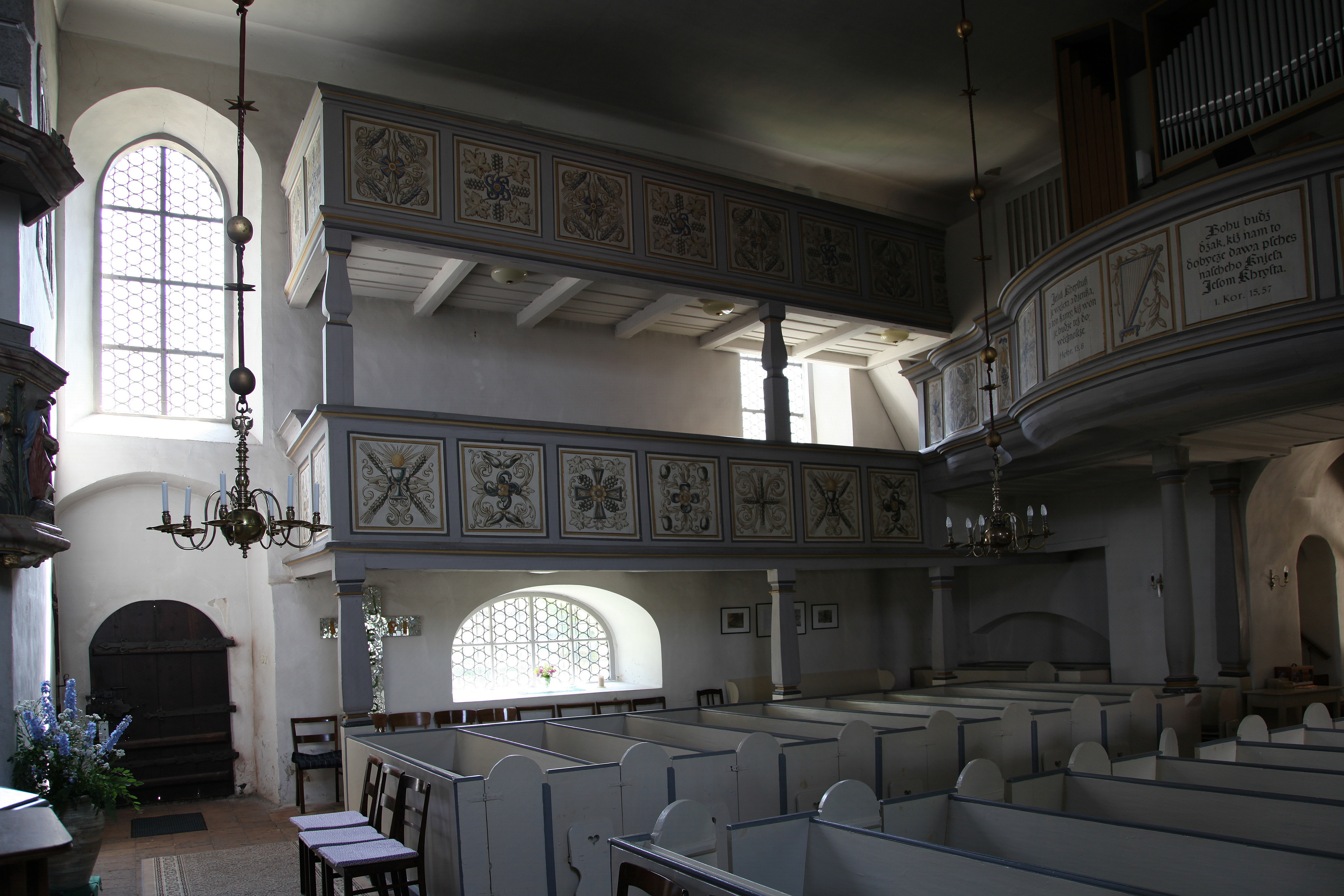
Südliche Empore
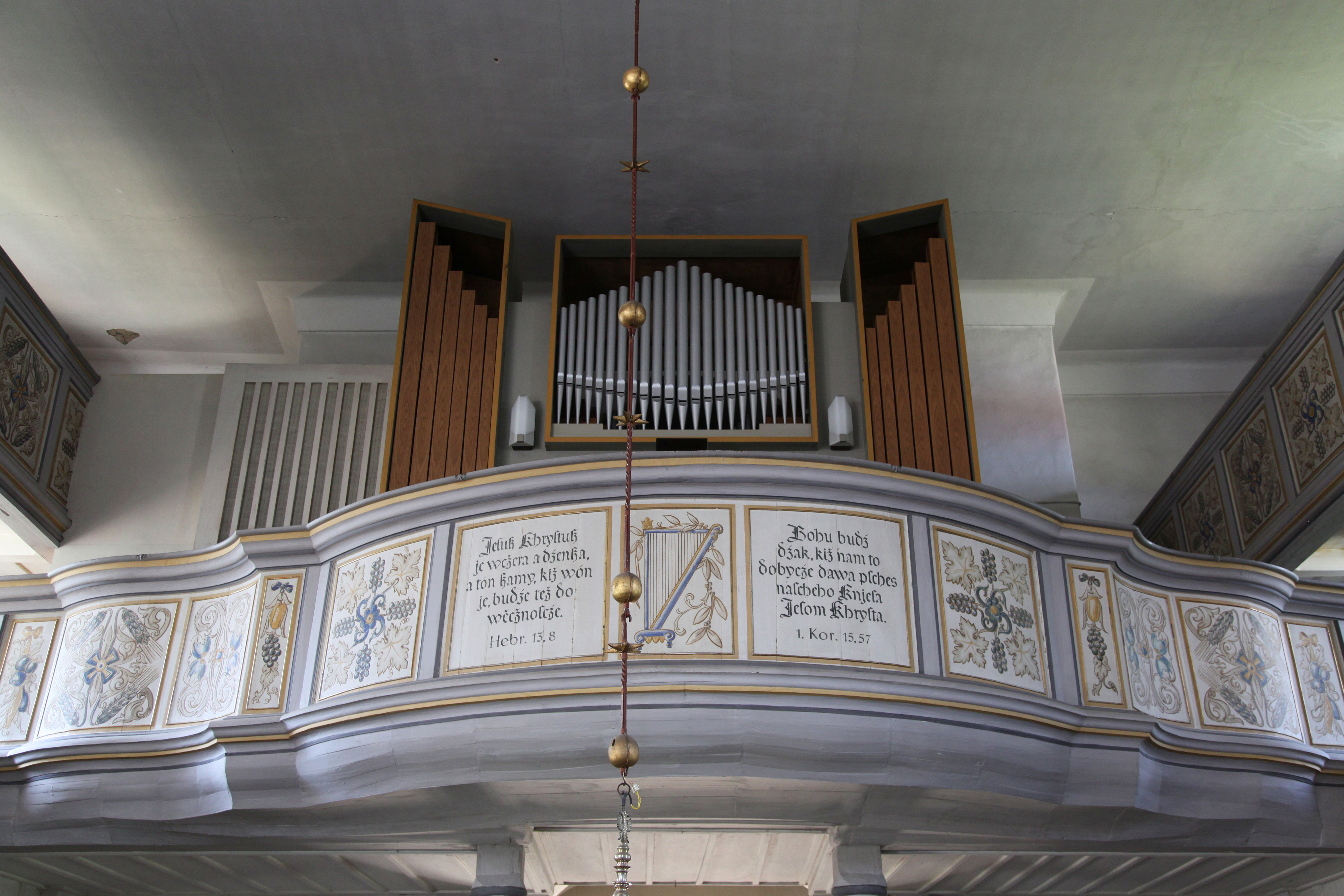
Röhle-Orgel und mit sorbischen Bibelsprüchen verzierte Westempore

## Kirchengemeinde
Um 1500 gehörte Kreba als Filialkirche zu Baruth und somit zur Propstei Budissin. Nach Einführung der Reformation im 16. Jahrhundert wurde Kreba zu einer eigenständigen Parochie. Im ausgehenden 19. Jahrhundert gehören neben Kreba noch die Orte Neudorf, Tschernske und Zedlig sowie der östlich des Weißen Schöps gelegene Teil Mückas zur Kirchengemeinde. Zedlig wurde im Jahr 1914 nach Niederkosel umgepfarrt, Mücka gehört heute vollständig zur Kirchengemeinde Förstgen.
Der Volkskundler Arnošt Muka verzeichnete im Jahr 1884 für die Kirchengemeinde Kreba einen sorbischsprachigen Bevölkerungsanteil von 81 Prozent. Bis zur Emeritierung des Pfarrers Herman Delank im Jahr 1881 wurden die Gottesdienste sowohl in sorbischer als auch in deutscher Sprache gehalten, wobei die Reihenfolge jede Woche wechselte. Danach war die Pfarrstelle in Kreba für längere Zeit unbesetzt, seit Mitte 1884 hatte die Kirchengemeinde mit Friedrich Selle einen deutschen Pfarrer, der Sorbisch gelernt hatte und später von Kreba aus die bis heute bestehende evangelische sorbische Zeitschrift Pomhaj Bóh begründete und redigierte. In diesem Jahr hatte Kreba 1350 sorbische und 450 deutsche Beichtgänger sowie 16 sorbische und dreizehn deutsche Konfirmanden. Der letzte sorbischsprachige Gottesdienst fand im Jahr 1920 statt.
Bis 1945 gehörte Kreba zur Evangelischen Landeskirche der älteren Provinzen Preußens und kam nach deren Zerfall zur Evangelischen Kirche in Schlesien, der späteren Evangelischen Kirche der schlesischen Oberlausitz. Dort gehörte die Kirchengemeinde Kreba zum Kirchenkreis Weißwasser. Im Januar 2004 schlossen sich die Evangelische Kirche der schlesischen Oberlausitz und die Evangelische Kirche in Berlin-Brandenburg zur Evangelischen Kirche Berlin-Brandenburg-schlesische Oberlausitz zusammen; am 1. Januar 2007 erfolgte die Fusion der Kirchenkreise Niesky, Görlitz und Weißwasser zum Kirchenkreis Niederschlesische Oberlausitz. Dieser ging am 1. Januar 2014 durch Vereinigung mit dem Kirchenkreis Hoyerswerda im Kirchenkreis Schlesische Oberlausitz auf. Kreba ist mit den Kirchengemeinden Klitten, Nochten-Boxberg und Reichwalde im Pfarrsprengel Am Bärwalder See zusammengeschlossen.